# Büyükziyaret, Suruç
Büyükziyaret là một xã thuộc huyện Suruç, tỉnh Şanlıurfa, Thổ Nhĩ Kỳ. Dân số thời điểm năm 2011 là 618 người.